# Ivars Samušonoks
Ivars Samušonoks (ur. 4 maja 1999) – łotewski zapaśnik walczący w stylu wolnym. Zajął dwunaste miejsce na mistrzostwach świata w 2022 roku. 
Dziewiąty w indywidualnym Pucharze Świata w 2020. Piąty na mistrzostwach Europy w 2021 i 2022. Brązowy medalista MŚ wojskowych w 2025. Mistrz nordycki w 2017 i 2018. Trzeci na MŚ U-23 w 2021 roku.